# Dino D-Day
『Dino D-Day』（ダイノ・ディーデイ）は、800 NorthとDigital Ranchによって開発されたファーストパーソン・シューティングゲームである。販売元はValve Corporationで、2011年4月8日よりSteam上でダウンロード販売が行われている。元々はSource Engineのトータル・コンバーションMODの1つとして開発されており、シングルプレイ専用のプロトタイプがハーフライフ2用MODとして公開されている。

## 概要
本作は第二次世界大戦を舞台としたFPSで、プレイヤーは連合軍と枢軸軍に分かれて対戦を行う。さらにアドルフ・ヒトラー総統の指令のもと、ナチス・ドイツにおいて恐竜の復活が達成されたという設定があり、プレイヤーは人間の兵士以外にも武装した恐竜を使用することができる。
現在はチームデスマッチなどのマルチプレイ対戦に加えて、プレイヤー同士が協力して枢軸軍と戦うLast Standモードが有料DLCとして配信されている。また、Source Filmmakerを用いたアニメシリーズの製作も決定している。

## キャラクター

### 連合軍
ジャック・ハードグレイブ大尉(Cpt. Jack Hardgrave)
自動小銃（M1ガーランドまたはM1カービン）とコルト.45、Mk2手榴弾を装備している。3人連続で敵を倒すと、一定時間ほぼ無敵状態で非常に威力の高いパンチを放つバーサークモードを発動できるようになる。
アメリカ軍人。本業は古生物学者。戦争には反対だったが、招集に答える形で陸軍に入隊した。戦前からの同僚で友人のブライス＝クロウリーと北アフリカ戦線で再開し、恐竜と戦うためのコマンド部隊を結成した。プロトタイプ版における主人公。
ジョー・スペンサー伍長(Cpl. Joe Spencer)
短機関銃（M1トンプソンまたはM3グリースガン）とコルト.45、粘着爆弾を装備している。他のキャラクターよりもスタミナが高く、また任意の場所に砲撃支援を要請することができる。
アメリカ軍人。ハードグレイブの部下。学生時代には陸上競技の花形選手としてその名を知られていた。
ナイジェル・ブライス＝クロウリー大尉(Cpt. Nigel Blythe-Crossley)
重火器（PIATまたは火炎放射器）とトレンチガン、発煙筒を装備している。
イギリス軍人。本業は古生物学者。戦前はハードグレイブの同僚だった。ブリティッシュ・コマンドスの隊員で、パリ陥落まではフランス各地を転戦し、以後も恐竜に関する情報収集に従事していた。北アフリカ戦線でハードグレイブと再会する。
イローナ・ヴィーケ(Ilona Vike)
スコープ付きのモシン・ナガン小銃と拳銃（トカレフ・ピストルまたはナガン・リボルバー）、野兎の肉を装備している。野兎の肉は枢軸軍の恐竜を足止めする効果がある。
ラトビア人のパルチザン。
カミーユ・ブラン(Camille Brun)
ステンガンとワルサーP38、衛生キットを装備している。周囲の味方を治療することができる。
フランス人のレジスタンス。
ジェイコブ・フランク(Jakob Frank)
BAR自動小銃とフレシェットガン、Mk2手榴弾を装備している。
ドイツ系ユダヤ人のレジスタンス。かつてはドイツ国防軍の軍人だったが、ニュルンベルク法の元で軍を追われた。
トリガー(Trigger)
4足歩行の中型恐竜。背中に30口径機関銃を積んでいる。
プロトケラトプス。ナチス・ドイツによって作り出されたものの、後ろ足が欠損していた為に不良品として廃棄された恐竜で、ビゼルト近郊にてスペンサーに保護された。その後、米軍のキャンプで義足と30口径機関銃が取り付けられ、ロイ・ロジャースの愛馬の名に因む「トリガー」の名が与えられた。

### 枢軸軍（ナチス・ドイツ）
クルト・シュトライヒャー大尉(Hptm. Kurt Streicher)
K98小銃とMP40短機関銃、M43型柄付手榴弾、ナイフを装備している。
ナチス・ドイツにおいて恐竜の運用を担当している恐竜軍団(Dinosauriergruppe)の将校。多くの恐竜軍団将兵と同様、国防軍の精鋭部隊から選抜された。熱狂的なNSDAPの支持者であるほか、優秀な画家としてもその名を知られる。
カール・ヒッスマン中尉(OLt. Karl Hissman)
スコープ付きK98小銃とルガーP08、柄付手榴弾、ナイフを装備している。任意の場所に自爆翼竜の投下を要請することができる。
恐竜軍団の将校。元は学者だったが鷹匠としての腕を見込まれ恐竜軍団の隊員に選ばれた。
ヴォルフガング・フォン・グラーフ曹長(HptFw. Wolfgang von Graff)
MP44、ルガーP08、ナイフ、衛生キットを装備している。周囲の味方を治療することができる。
恐竜軍団の衛生兵。元獣医。
ヴェロキラプトル
2足歩行の小型恐竜。動きが素早く、敵に跳びかかり噛み付くことができる。
デスマトスクス
4足歩行の中型恐竜。背中に20mm機関砲の砲塔を搭載している。
ディロフォサウルス
2足歩行の中型恐竜。マップ内に存在する無防備なヤギを口に咥え、敵に投げつけることができる。
スティギモロク
2足歩行の中型恐竜。背中にMG34機関銃を搭載している。
コンプソグナトゥス
2足歩行の小型恐竜。背中に自爆用の柄付手榴弾を背負っている。
ミクロラプトル
2足歩行の小型恐竜。空を羽ばたくことができるほか、毒液を口から吐き出して攻撃を行える。
ティラノサウルス
2足歩行の大型恐竜。機関銃が搭載されているほか、マップ内に設置された500ポンド爆弾を敵に投げつけることができる。一部マップのみ登場。
スティラコサウルス
4足歩行の大型恐竜。88mm戦車砲を積んだ砲塔を背中に取り付けている。一部マップのみ登場。